# Microphysogobio kachekensis
Microphysogobio kachekensis är en fiskart som först beskrevs av Oshima 1926.  Microphysogobio kachekensis ingår i släktet Microphysogobio och familjen karpfiskar. IUCN kategoriserar arten globalt som livskraftig. Inga underarter finns listade i Catalogue of Life.